# 엄진화
엄진화(1960년 ~ )는 대한민국의 의사이며, 메드렉스병원의 신경외과 원장이자 신경외과 전문의이다.

## 방송 출연

### TV
- 메디컬TV 《충전! 행복플러스》 - 자문의 패널

### 라디오
- TBN 창원교통방송 《스튜디오 955》 - 자문의 패널